# Estación Bigand
Bigand era una estación ferroviaria ubicada en la localidad del mismo nombre en el Departamento Caseros, Provincia de Santa Fe, Argentina.

## Historia
Su construcción finalizó en 1910 a cargo del Ferrocarril Rosario a Puerto Belgrano.
En su edificio funciona un Museo Histórico Cultural.